# Храм Донской иконы Божией Матери (Новочеркасск)
Храм Донской иконы Божией Матери — православный храм в городе Новочеркасске (микрорайон Хотунок) Новочеркасского благочиния.

## История
Когда в 1891 году в Японии было совершено покушение на жизнь наследника Российского престола — Николая Александровича, который по считался Августейшим атаманом всех казачьих войск, в том числе и Донского, новочеркассцы 29 апреля 1893 года (во вторую годовщину спасения наследника престола), подали прошение архиепископу Донскому и Новочеркасскому Макарию прошение — разрешить построить на Ратной площади храм во имя Пресвятой Богородицы — в честь её чудотворной «Донской иконы», поднесенной Донскими казаками на Куликовом поле великому князю Дмитрию Донскому перед началом битвы с Мамаем. Макарий благословил строительство храма в честь и славу Донской иконы Божией Матери.

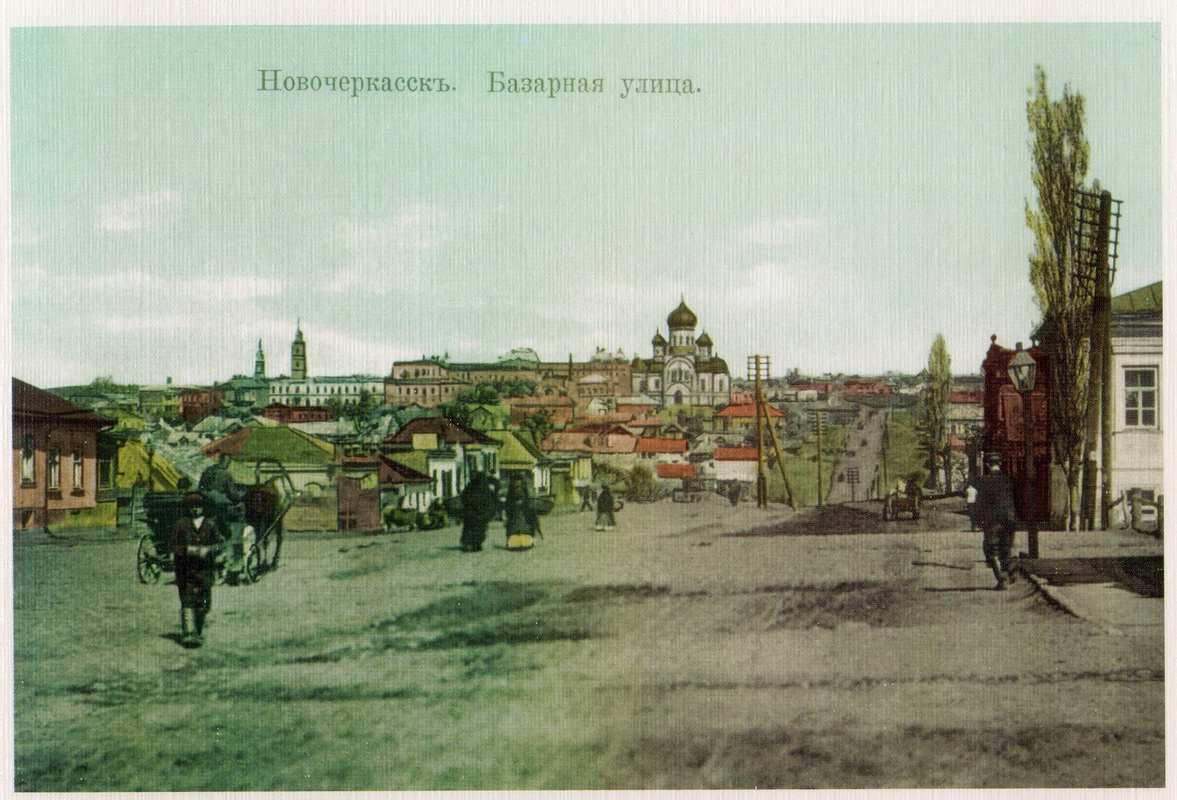
Вид на Донскую Богородичную церковь на дореволюционной открытке (1905—1917 гг.)

От имени императора Александра III было дано разрешение на строительство новой церкви в Новочеркасск. При Донской Богородицкой церкви был избран церковно-приходской попечительский совет во главе с председателем — священником Петром Знаменским. В состав совета вошли известные в Новочеркасске люди — генерал-лейтенант В. М. Лютенсков, действительный статский советник М. Е. Ушаков, помощник прокурора П. А. Шишов, торговый казак С. С. Цыкунов, губернский секретарь С. С. Рыковской и другие. Документов о строительстве церкви не сохранилось. Судя по сохранившимся фотографиям это была белокаменная одноэтажная, пятикупольная церковь, архитектором которой стал С. И. Болдырев. Иконостас храма расписывал художник Е. Г. Черепахин, который также принимал участие в оформлении новочеркасского Вознесенского кафедрального собора. В 1903 году храм был построен и освящен, назывался Донской Богородичной церковью. Церковь существовала ещё в 1930 году, точные данные о времени её разрушения отсутствуют.

### Настоящее время
Современный храм был основан в 1992 году, но после закладки фундамента все работы были приостановлены на девять лет. В 1995 году архитекторы Е. В. Пантелеймонов и А. А. Тумасов разработали проект комплекса храма Донской иконы Божией Матери на Хотунке на месте бывшего летнего кинотеатра. Но церковь начала работать только в 2013 году и представляет собой здание, выдержанное в традициях русской храмовой архитектуры. Имеет форму четверика с примыкающей алтарной апсидой. Над главным входом, украшенным иконой Божьей Матери, находится двухъярусная колокольня. Восьмигранная центральная часть храма увенчана шатровым куполом с золоченой главкой. Резной иконостас выполнен местными мастерами.
Адрес храма: 346414, Ростовская область, г. Новочеркасск, ул. Гагарина, 108Б.